# Râul Lunca, Ciunca
Râul Lunca este un curs de apă, afluent al râului Ciunca. 